# Rivula tanitalis
Rivula tanitalis är en fjärilsart som beskrevs av Hans Rebel 1912. Rivula tanitalis ingår i släktet Rivula och familjen nattflyn. Inga underarter finns listade.